# Lygna

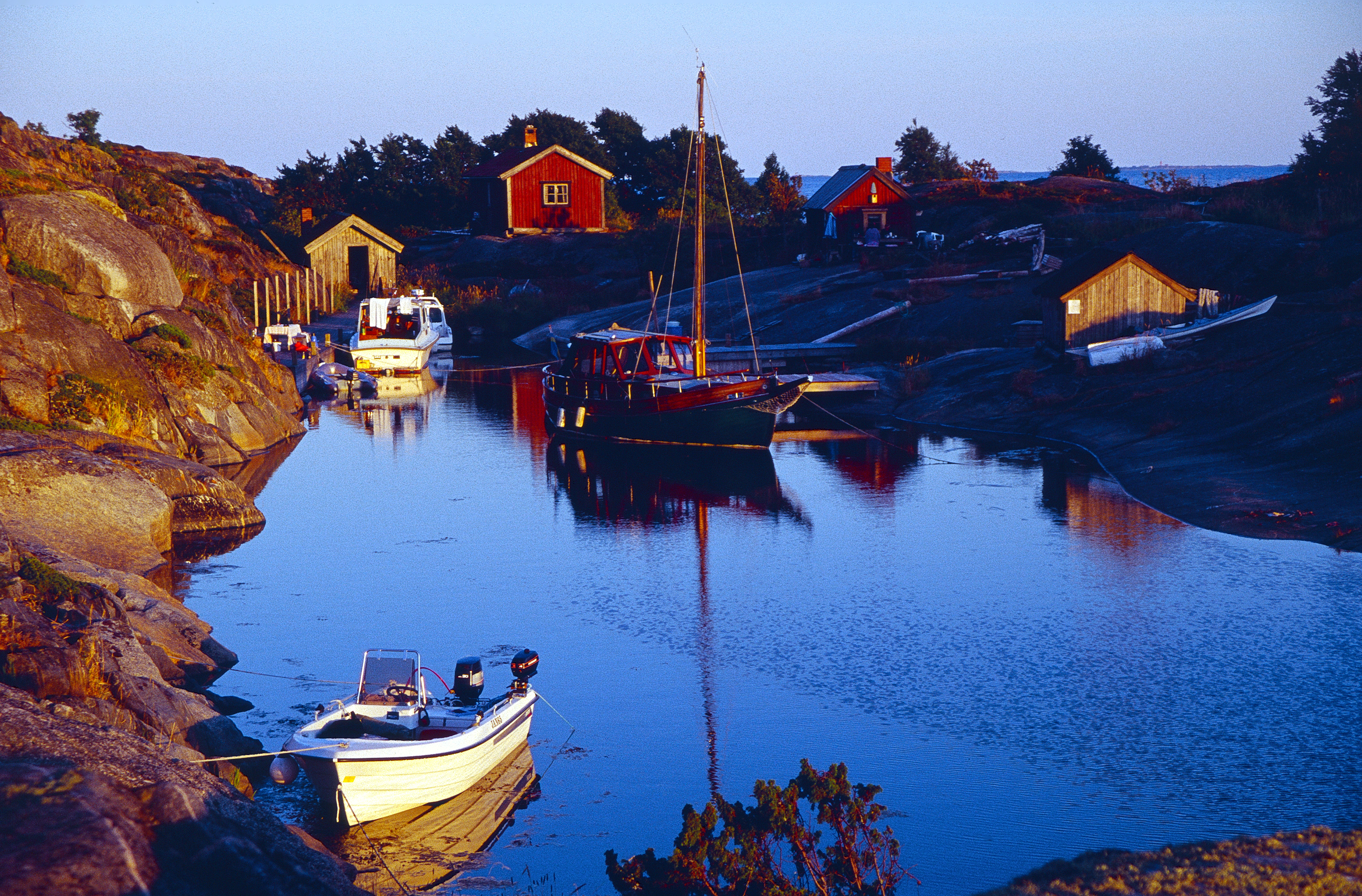
Lygna Hamnskär sommaren 1999.

Lygna eller Söderskärgården är en ögrupp i Norrtälje kommun cirka 4 nautiska mil norr om Svenska Högarna.
Norr om Lygna finns Röder eller Norrskärgården, i öster finns Skarvs skärgård och i väster finns Fredlarna. Lygna har Stenfjärden i nordost, Högfjärden i syd och Lökharfjärden i nordväst. Det finns 42 namngivna öar i skärgården.

## Historia
Sedan medeltiden har ögruppen varit ett betydelsefullt kronohamnsfiske och hette då Dyngskär. Namnet Lygna kommer troligen från ordet 'lugn' och härstammar från 1700-talet. När staten sålde ut Lygna i mitten av 1800-talet köptes hela ögruppen av skepparen O. A. Nordström från Rödlöga för 15 riksdaler. Nordströms sjöbod från 1856 står fortfarande kvar på Hamnskäret. Under 1800- och 1900-talet har även namnet Lygne använts.
Under mitten av 1900-talet tillbringade konstnären Sten Rinaldo många somrar på Lygna. Han var även delägare i skärgården. Konstnären Karl Hallström var också delägare. Då Karl Hallström var hövding i Pelarorden så kom många pelarbröder och -systrar till Lygna. Författaren Sven Barthel var en återkommande gäst.

## Natur
Lygna är en typisk utskärgård med klippor, krypande buskar och få träd. Många av klipporna är kala. Det finns vattensamlingar på några av öarna.
Vart tredje år räknas antalet ejderbon i Lygna. Detta har främst gjorts av ägarna sedan mitten av 1800-talet. Sedan 2010 har antalet ejderbon drastiskt reducerat från hundratals till några enstaka.

## Besök
De flesta öarna i Lygna skärgård omfattas av ett fågel- och sälskydd. Det är tillträdesförbud från 1 april till och med 31 juli. Förbudet omfattar även vattenområde. En hastighetsbegränsning på 7 knop gäller också för området.
Det vanligaste sättet att ta sig till Lygna är från Rackarkobben med kurs mot Högharan i Lygna skärgård och sedan norr runt Västerskäret. Det är svårt att hitta lä för vinden då öarna är kala med mycket lite vegetation. Det finns egentligen bara en naturhamn vilket är den norra viken på Hamnskäret. Hamnen är liten och grund, där bara mindre båtar kan lägga till. Den inre delen av hamnen med bryggor är att betrakta som privat. På Hamnskär finns tre boningsbodar och två sjöbodar. Större båtar kan lägga till mot klipporna på Hamnskärs nordostsida, alternativt ankra nordväst om Hamnkobben.